# Torre de Bajolí
La torre de bajolí o talaia de Bajolí va ser construïda a finals del segle xvii (aprox. 1695) per enginyers espanyols. Està situada a la zona nord- est de l'illa de Menorca entre el Pont d'en Gil i Sa Falconera.
La seva funció principal era la de vigilar la costa, a l'espera de possibles enemics i coordinar-se amb altres talaies de les proximitats (ex. Talaia d'Artutx). Els responsables d'aquestes talaies eren coneguts com a talaiers.
La rellevància d'aquestes començava en el moment en què es detectava l'arribada d'enemics aproximant-se a la costa. Tot seguit, gràcies al fum que provava el foc elaborat a la part superior de la Talaia, les poblacions properes s'adonaven del conat de perill. A continuació, informaven ràpidament al governador dels fets. Gràcies a això, es preparava una millor defensa per combatre el futur atac.
La construcció d'aquestes defenses es va dur a terme durant els segles xvi i xvii, una època durant la qual eren molt habituals els atacs de pirateria a les costes de la mar Mediterrània.
Actualment(gener de 2021) els terrenys que alberguen aquesta torre es troben en mans privades i no està permès accedir a visitar-la. En el dia d'avui, la torre de defensa es troba en una situació pròxima a la ruïna.